# First Division 1975-1976
La First Division 1975-1976 è stata la 77ª edizione della massima serie del campionato inglese di calcio, disputata tra il 16 agosto 1975 e il 4 maggio 1976 e concluso con la vittoria del Liverpool, al suo nono titolo.
Capocannoniere del torneo è stato Ted MacDougall (Norwich City) con 24 reti.

## Stagione

### Novità
Al posto delle retrocesse Luton Town, Chelsea e Carlisle Utd sono saliti dalla Second Division il Manchester Utd, l'Aston Villa e il Norwich City.

### Avvenimenti
L'avvio di campionato rivelò subito una delle protagoniste del torneo, il neopromosso Manchester Utd. I Red Devils presero infatti la testa della classifica nelle prime giornate per poi lottare nel corso del girone di andata contro numerose squadre, tra cui Liverpool, Derby County (primo in classifica tra la diciassettesima e la diciannovesima giornata) e QPR. Queste tre squadre arrivarono al giro di boa a pari merito con il Manchester United.
Nelle prime fasi del girone di ritorno il gruppo si sgranò lasciando Manchester Utd e Liverpool a contendersi il primato. Inizialmente ebbero la meglio i Red Devils, ma un calo della squadra lasciò il via libera, a partire dalla trentesima giornata, al Liverpool e al Queens Park Rangers. Di lì iniziò un duello tra le due squadre che si protrasse fino all'ultima giornata: in particolare, negli ultimi due turni, le squadre si alternarono in vetta alla classifica con il Liverpool che passò definitivamente in testa a pochi minuti dalla chiusura del campionato, segnando tre gol negli ultimi tredici minuti contro il Wolverhampton. Quella stessa partita fu decisiva, tra l'altro anche in chiave salvezza perché perdendo i Wolves retrocessero in Second Division accompagnando nella caduta il Burnley e lo Sheffield Utd, già retrocessi.
La corsa per l'ultimo posto in Coppa UEFA vide prevalere all'ultima giornata il Derby County: i detentori del titolo, avendo la meglio sul Leeds Utd, accompagnano nella manifestazione europea il Queens Park Rangers e il Manchester Utd, avendo nel frattempo la Federazione rimosso l'anacronistica regola dell'unicità cittadina.

## Squadre partecipanti
| Club            | Stagione | Città               | Stadio           | Stagione precedente                   |
| --------------- | -------- | ------------------- | ---------------- | ------------------------------------- |
| Arsenal         | dettagli | Londra              | Arsenal Stadium  | 16º posto in First Division           |
| Aston Villa     | dettagli | Birmingham          | Villa Park       | 2º posto in Second Division, promosso |
| Birmingham City | dettagli | Birmingham          | St Andrew's      | 17º posto in First Division           |
| Burnley         | dettagli | Burnley             | Turf Moor        | 10º posto in First Division           |
| Coventry City   | dettagli | Coventry            | Highfield Road   | 14º posto in First Division           |
| Derby County    | dettagli | Derby               | Baseball Ground  | 1º posto in First Division            |
| Everton         | dettagli | Liverpool           | Goodison Park    | 4º posto in First Division            |
| Ipswich Town    | dettagli | Ipswich             | Portman Road     | 3º posto in First Division            |
| Leeds Utd       | dettagli | Leeds               | Elland Road      | 9º posto in First Division            |
| Leicester City  | dettagli | Leicester           | Filbert Street   | 18º posto in First Division           |
| Liverpool       | dettagli | Liverpool           | Anfield          | 2º posto in First Division            |
| Manchester City | dettagli | Manchester          | Maine Road       | 8º posto in First Division            |
| Manchester Utd  | dettagli | Manchester          | Old Trafford     | 1º posto in Second Division, promosso |
| Middlesbrough   | dettagli | Middlesbrough       | Ayresome Park    | 7º posto in First Division            |
| Newcastle Utd   | dettagli | Newcastle upon Tyne | St James' Park   | 15º posto in First Division           |
| Norwich City    | dettagli | Norwich             | Carrow Road      | 3º posto in Second Division, promosso |
| QPR             | dettagli | Londra              | Loftus Road      | 11º posto in First Division           |
| Sheffield Utd   | dettagli | Sheffield           | Bramall Lane     | 6º posto in First Division            |
| Stoke City      | dettagli | Stoke-on-Trent      | Victoria Ground  | 5º posto in First Division            |
| Tottenham       | dettagli | Londra              | White Hart Lane  | 19º posto in First Division           |
| West Ham Utd    | dettagli | Londra              | Boleyn Ground    | 13º posto in First Division           |
| Wolverhampton   | dettagli | Wolverhampton       | Molineux Stadium | 12º posto in First Division           |

## Allenatori e primatisti
| Club             | Allenatore                                   | Calciatore più presente | Cannoniere |
| ---------------- | -------------------------------------------- | ----------------------- | ---------- |
| Arsenal          | Bertie Mee                                   |                         |            |
| Aston Villa      | Ron Saunders                                 |                         |            |
| Birmingham City  | Freddie Goodwin poi Willie Bell              |                         |            |
| Burnley          | James Adamson                                |                         |            |
| Coventry City    | Gordon Milne                                 |                         |            |
| Derby County     | Dave Mackay                                  |                         |            |
| Everton          | Billy Bingham                                |                         |            |
| Ipswich Town     | Bobby Robson                                 |                         |            |
| Leeds Utd        | Jimmy Armfield                               |                         |            |
| Leicester City   | Jimmy Bloomfield                             |                         |            |
| Liverpool        | Bob Paisley                                  |                         |            |
| Manchester City  | Tony Book                                    |                         |            |
| Manchester Utd   | Tommy Docherty                               |                         |            |
| Middlesbrough    | Jack Charlton                                |                         |            |
| Newcastle Utd    | Gordon Lee                                   |                         |            |
| Norwich City     | John Bond                                    |                         |            |
| QPR              | Dave Sexton                                  |                         |            |
| Sheffield United | Ken Furphy poi Cec Coldwell poi Jimmy Sirrel |                         |            |
| Stoke City       | Tony Waddington                              |                         |            |
| Tottenham        | Terry Neill                                  |                         |            |
| West Ham Utd     | John Lyall                                   |                         |            |
| Wolverhampton    | Bill McGarry                                 |                         |            |

## Classifica finale
|       | Pos. | Squadra         | Pt | G  | V  | N  | P  | GF | GS | QR    |
| ----- | ---- | --------------- | -- | -- | -- | -- | -- | -- | -- | ----- |
|       | 1.   | Liverpool       | 60 | 42 | 23 | 14 | 5  | 66 | 31 | 2.129 |
|       | 2.   | QPR             | 59 | 42 | 24 | 11 | 7  | 67 | 33 | 2.030 |
|       | 3.   | Manchester Utd  | 56 | 42 | 23 | 10 | 9  | 68 | 42 | 1.619 |
|       | 4.   | Derby County    | 53 | 42 | 21 | 11 | 10 | 75 | 58 | 1.293 |
|       | 5.   | Leeds Utd       | 51 | 42 | 21 | 9  | 12 | 65 | 46 | 1.413 |
|       | 6.   | Ipswich Town    | 46 | 42 | 16 | 14 | 12 | 54 | 48 | 1.125 |
|       | 7.   | Leicester City  | 45 | 42 | 13 | 19 | 10 | 48 | 51 | 0.941 |
| [ 4 ] | 8.   | Manchester City | 43 | 42 | 16 | 11 | 15 | 64 | 46 | 1.391 |
|       | 9.   | Tottenham       | 43 | 42 | 14 | 15 | 13 | 63 | 63 | 1.000 |
|       | 10.  | Norwich City    | 42 | 42 | 16 | 10 | 16 | 58 | 58 | 1.000 |
|       | 11.  | Everton         | 42 | 42 | 15 | 12 | 15 | 60 | 66 | 0.909 |
|       | 12.  | Stoke City      | 41 | 42 | 15 | 11 | 16 | 48 | 50 | 0.960 |
|       | 13.  | Middlesbrough   | 40 | 42 | 15 | 10 | 17 | 46 | 45 | 1.022 |
|       | 14.  | Coventry City   | 40 | 42 | 13 | 14 | 15 | 47 | 57 | 0.825 |
|       | 15.  | Newcastle Utd   | 39 | 42 | 15 | 9  | 18 | 71 | 62 | 1.145 |
|       | 16.  | Aston Villa     | 39 | 42 | 11 | 17 | 14 | 51 | 59 | 0.864 |
|       | 17.  | Arsenal         | 36 | 42 | 13 | 10 | 19 | 47 | 53 | 0.887 |
|       | 18.  | West Ham Utd    | 36 | 42 | 13 | 10 | 19 | 48 | 71 | 0.676 |
|       | 19.  | Birmingham City | 33 | 42 | 13 | 7  | 22 | 57 | 75 | 0.760 |
|       | 20.  | Wolverhampton   | 30 | 42 | 10 | 10 | 22 | 51 | 68 | 0.750 |
|       | 21.  | Burnley         | 28 | 42 | 9  | 10 | 23 | 43 | 66 | 0.652 |
|       | 22.  | Sheffield Utd   | 22 | 42 | 6  | 10 | 26 | 33 | 82 | 0.402 |

Legenda:
      Campione d'Inghilterra e ammessa alla Coppa dei Campioni 1976-1977
      Ammesse alla Coppa UEFA 1976-1977
      Retrocesse in Second Division 1976-1977
Regolamento:
Due punti a vittoria, uno a pareggio, zero a sconfitta.
A parità di punti le squadre venivano classificate secondo il quoziente reti.
Note:
La squadra a qualificarsi per la Coppa delle Coppe 1976-1977 fu il Southampton che si aggiudicò la FA Cup pur militando in Second Division.

## Statistiche

### Squadre

#### Capoliste solitarie
Fonte:
|    | —— | —— | —— | —— | —— | —— | —— | —— | ——  | ——  | ——  | ——  | ——  | ——  | ——  | ——           | ——           | ——           | ——  | ——  | ——  | ——  | ——  | ——  | ——  | ——  | ——  | ——  | ——  | ——  | ——  | ——  | ——  | ——  | ——  | ——  | ——  | ——  | ——  | ——  | ——  | —— |  |
|    | MU | MU |    | MU | MU |    |    |    |     |     |     | MU  |     |     |     | Derby County | Derby County | Derby County |     |     |     | MU  |     | MU  | MU  | MU  |     |     | Liv |     |     | QPR | QPR | QPR | QPR | QPR | QPR | Liv | Liv | QPR | Liv |    |  |
|    |    |    |    |    |    |    |    |    |     |     |     |     |     |     |     |              |              |              |     |     |     |     |     |     |     |     |     |     |     |     |     |     |     |     |     |     |     |     |     |     |     |    |  |
|    |    |    |    |    |    |    |    |    |     |     |     |     |     |     |     |              |              |              |     |     |     |     |     |     |     |     |     |     |     |     |     |     |     |     |     |     |     |     |     |     |     |    |  |
| 1ª | 2ª | 3ª | 4ª | 5ª | 6ª | 7ª | 8ª | 9ª | 10ª | 11ª | 12ª | 13ª | 14ª | 15ª | 16ª | 17ª          | 18ª          | 19ª          | 20ª | 21ª | 22ª | 23ª | 24ª | 25ª | 26ª | 27ª | 28ª | 29ª | 30ª | 31ª | 32ª | 33ª | 34ª | 35ª | 36ª | 37ª | 38ª | 39ª | 40ª | 41ª | 42ª |    |  |

### Primati stagionali
- Maggior numero di vittorie: QPR (24)
- Minor numero di sconfitte: Liverpool (5)
- Migliore attacco: Derby County (75 reti fatte)
- Miglior difesa: Liverpool (31 reti subite)
- Maggior numero di pareggi: Leicester City (19)
- Minor numero di pareggi: Birmingham City (7)
- Maggior numero di sconfitte: Sheffield Utd (26)
- Minor numero di vittorie: Sheffield Utd (6)
- Peggior attacco: Sheffield Utd (33 reti fatte)
- Peggior difesa: Sheffield Utd (82 reti subite)

### Individuali

#### Classifica marcatori
Fonte:
| Gol | Rigori |  | Giocatore         | Squadra         |
| --- | ------ |  | ----------------- | --------------- |
| 23  | 4      |  | Ted MacDougall    | Norwich City    |
| 20  |        |  | John Duncan       | Tottenham       |
| 19  |        |  | Malcolm Macdonald | Newcastle Utd   |
| 17  |        |  | John Richards     | Wolverhampton   |
| 17  | 6      |  | Trevor Francis    | Birmingham City |
| 16  |        |  | Alan Gowling      | Liverpool       |
| 16  |        |  | Duncan McKenzie   | Leeds Utd       |
| 16  |        |  | John Toshack      | Newcastle Utd   |
| 16  | 2      |  | Charlie George    | Derby County    |
| 14  |        |  | David Cross       | Coventry City   |
| 14  | 4      |  | Dennis Tueart     | Manchester City |